# Élections constituantes de 1946 dans l'Aube
Les élections constituantes françaises de 1946 se déroulent le 2 juin.

## Mode de scrutin
Les Députés sont élus selon le système de représentation proportionnelle suivant la règle de la plus forte moyenne dans le département, sans panachage ni vote préférentiel. 
Il y a 586 sièges à pourvoir.
Dans le département des l'Aube, quatre députés sont à élire.

## Élus
Les quatre députés élus sont : 
| Identité        | Parti |
| --------------- | ----- |
| André Mutter    | PRL   |
| Henri Roulon    | PRL   |
| Germain Rincent | SFIO  |
| Marcel Noël     | PCF   |

## Résultats

### Résultats à l'échelle du département
| Parti    | Parti    | Tête de liste   | Résultats | Résultats | Sièges |
| Parti    | Parti    | Tête de liste   | Voix      | %         | Sièges |
| -------- | -------- | --------------- | --------- | --------- | ------ |
|          | PRL      | André Mutter    | 43 678    | 38,19     | 2      |
|          | PCF      | Marcel Noël     | 32 048    | 28,02     | 1      |
|          | SFIO     | Germain Rincent | 25 226    | 22,06     | 1      |
|          | RGR      | Pierre Serfass  | 7 542     | 6,59      | /      |
|          | MRP      | Pierre Inze     | 5 876     | 5,14      | /      |
|          |          |                 |           |           |        |
| Inscrits | Inscrits | Inscrits        | 140 727   |           | 4      |
| Votants  | Votants  | Votants         | 115 960   | 82,40     |        |
| Exprimés | Exprimés | Exprimés        | 114 370   | 98,63     |        |